# Милятин (Львовская область)
Милятин (укр. Милятин) — село в Городокской городской общине Львовского района Львовской области Украины.
Население по переписи 2001 года составляло 238 человек. Занимает площадь 0,112 км². Почтовый индекс — 81530. Телефонный код — 3231.